# Тиродиза
Тиродиза (др.-греч. Τυρόδιζα) — древний город во Фракии, у Перинфа, на побережье Пропонтиды.
Город принадлежал Делосскому союзу, поскольку он упоминается в отчетах о дани Афинам в 452/1, 446/5 и 445/4 гг. до н. э.
Предположительно тождественен городу Тиристасис (др.-греч. Τιρίστασις), упоминаемому в перипле Псевдо-Скилака и Плинием Старшим. В 341 году до н.э. город был захвачен афинским стратегом Диопейфом и переименован в др.-греч. Περίστασις, ныне — Шаркёй в Турции.
По мнению В. Д. Блаватского весьма примечательным является сходство названий городов Тиристасис и Тириста (Тиризис) во Фракии и Мёзии (на мысе Калиакра), а также горного хребта Тиристрия.